# Sveriges Olympiske Komité
Sveriges Olympiske Komité (svensk: Sveriges Olympiska Kommitté; forkortet SOK) er en almennyttig sportsorganisation fra Sverige, og den officielle repræsentant vedrørende svensk deltagelse ved de Olympiske lege. Organisationen blev oprettet i 1913 og anerkendt af IOC de samme år.

## Medlemmer

### Formænd
| Navn                   | År        |
| ---------------------- | --------- |
| Kronprins Gustaf Adolf | 1913–1933 |
| Prins Gustaf Adolf     | 1933–1947 |
| Prins Bertil           | 1947–1997 |
| Carl-Gustav Anderberg  | 1997–2000 |
| Stefan Lindeberg       | 2000–2016 |
| Hans Vestberg          | 2016–2018 |
| Mats Årjes             | 2018–     |

### Generalsekretærer
| Navn                                   | År        |
| -------------------------------------- | --------- |
| Viktor G. Balck og J. Sigfrid Edström  | 1913–1928 |
| J. Sigfrid Edström                     | 1928–1948 |
| Bo Ekelund                             | 1949–1966 |
| Gunnar Ericsson                        | 1966–1996 |
| Stefan Lindeberg                       | 1996–2000 |
| Tomas Gustafson og Björn Rosengren     | 2000–2011 |
| Tomas Gustafson og Carin Nilsson-Green | 2011–2013 |
| Carin Nilsson-Green og Per Palmström   | 2013–2015 |
| Per Palmström og Mervi Karttunen       | 2015–     |